# Chi Đại
Chi Đại (Sứ, sứ cùi) (danh pháp khoa học: Plumeria, đồng nghĩa Himatanthus Willd. ex Roem. & Schult., 1819, nhưng chi này có thể tách riêng ra) là một chi nhỏ chứa 7-8 loài cây có nguồn gốc ở khu vực nhiệt đới và cận nhiệt đới châu Mỹ và vùng Caribe.
Các tên gọi phổ biến trong tiếng Việt là cây đại, bông sứ, hoa sứ, chăm pa. Chi này chủ yếu là cây bụi hay cây gỗ với lá sớm rụng. P. rubra (cây đại thông thường hay đại hoa đỏ), có nguồn gốc México, Trung Mỹ và Venezuela, sinh ra hoa có màu từ vàng tới hồng, phụ thuộc vào giống cây trồng. Chi này cũng có quan hệ họ hàng với trúc đào (Nerium oleander). Cả hai đều chứa nhựa màu trắng sữa rất độc, tương tự như của chi Đại kích (Euphorbia). Tại Mexico, tên gọi trong tiếng Nahuatl (tiếng Aztec) cho các loài này là "cacalloxochitl" có nghĩa là "hoa quạ". Nó được sử dụng cho nhiều mục đích y học, chẳng hạn các loại thuốc mỡ.
Từ Mexico và Trung Mỹ, Plumeria đã lan sang các khu vực nhiệt đới khác trên thế giới, đặc biệt là Hawaii, tại đây chúng mọc nhiều đến nỗi nhiều người tin rằng chúng là các loài cây bản địa ở đây.
Hoa của đại hoa đỏ (P. alba) là quốc hoa của Nicaragua và Lào, tại đây chúng được biết dưới các tên gọi tương ứng là "sacuanjoche" (Nicaragua) và "chăm pa" (Lào).
Chi này, ban đầu được viết là Plumiera, được đặt tên theo họ của nhà thực vật học người Pháp thế kỷ 17 là Charles Plumier, ông đã đi lại trong khu vực Tân thế giới để chứng minh bằng tài liệu cho nhiều loài động và thực vật. Tên gọi trong tiếng Anh "frangipani" có nguồn gốc từ một dòng họ quý tộc thế kỷ 16 tại Ý là dòng họ Frangipani, một gia đình hầu tước đã nghĩ ra một loại nước hoa có mùi hoa đại. Tuy nhiên, phụ thuộc vào các khu vực, nhiều tên gọi phổ biến khác cũng tồn tại: "kembang Kamboja" tại Indonesia, "cây đền miếu" hay "champa" tại Ấn Độ, "kalachuchi" tại Philippines, "araliya" tại Sri Lanka, "chăm pa" tại Lào, "dead man's fingers" tại Úc. Tên gọi tại Australia có lẽ là do các cành mảnh dẻ, không lá, trông như các ngón tay của các loài cây này.
Mỗi loài đại đều có hình dạng lá, cách phát triển cũng như hình dáng là khác biệt. Lá của P. alba hẹp và nhăn, không giống như các loài khác. Lá của P. pudica có hình dáng giống như lá sồi thuôn dài, bóng, màu lục sẫm. P. pudica cũng là một trong những loài hiếm ra hoa quanh năm với lá thường xanh. Loài khác giữ lá và hoa trong mùa đông là P. obtusa; nó có nguồn gốc từ Colombia, nhưng tên gọi của nó lại là đại Singapore.
Hoa đại hay hoa sứ chủ yếu tỏa hương về đêm nhằm lôi kéo các loài bướm nhân sư (họ Sphingidae) thụ phấn cho chúng. Hoa đại không có mật hoa, và đơn giản là bịp bợm những kẻ thụ phấn. Các loài bướm đêm này tình cờ thụ phấn cho cây do chúng chuyển phấn hoa từ hoa này sang hoa khác trong nỗ lực tìm kiếm mật hoa vô vọng của chúng.
Các loài đại rất dễ nhân giống bằng cách lấy các đoạn cành cắt ra từ phía đầu của các cành không có lá về mùa xuân và để khô phần gốc đoạn cắt trước khi cắm chúng vào trong đất. Chúng cũng có thể nhân giống bằng các cành giâm hay bằng hạt cho nảy mầm.
Các loài đại đã thích nghi với thủy thổ và rất phổ biến tại khu vực Đông Nam Á. Trong các câu chuyện dân gian của nhiều quốc gia trong khu vực này, nhiều người cho rằng các cây đại là nơi trú ẩn của ma, quỷ. Mùi hương của hoa đại được gắn liền với một loại ma cà rồng là pontianak trong truyện dân gian Malaysia. Tại Hawaii người ta dùng hoa đại để kết vòng hoa đội trên đầu. Các loài đại cũng gắn liền với đền, chùa, miếu mạo trong cả hai tôn giáo là đạo Hindu và đạo Phật, mặc dù những người theo đạo Hindu không sử dụng các bông hoa này để cúng trong đền miếu của họ.

## Tập ảnh

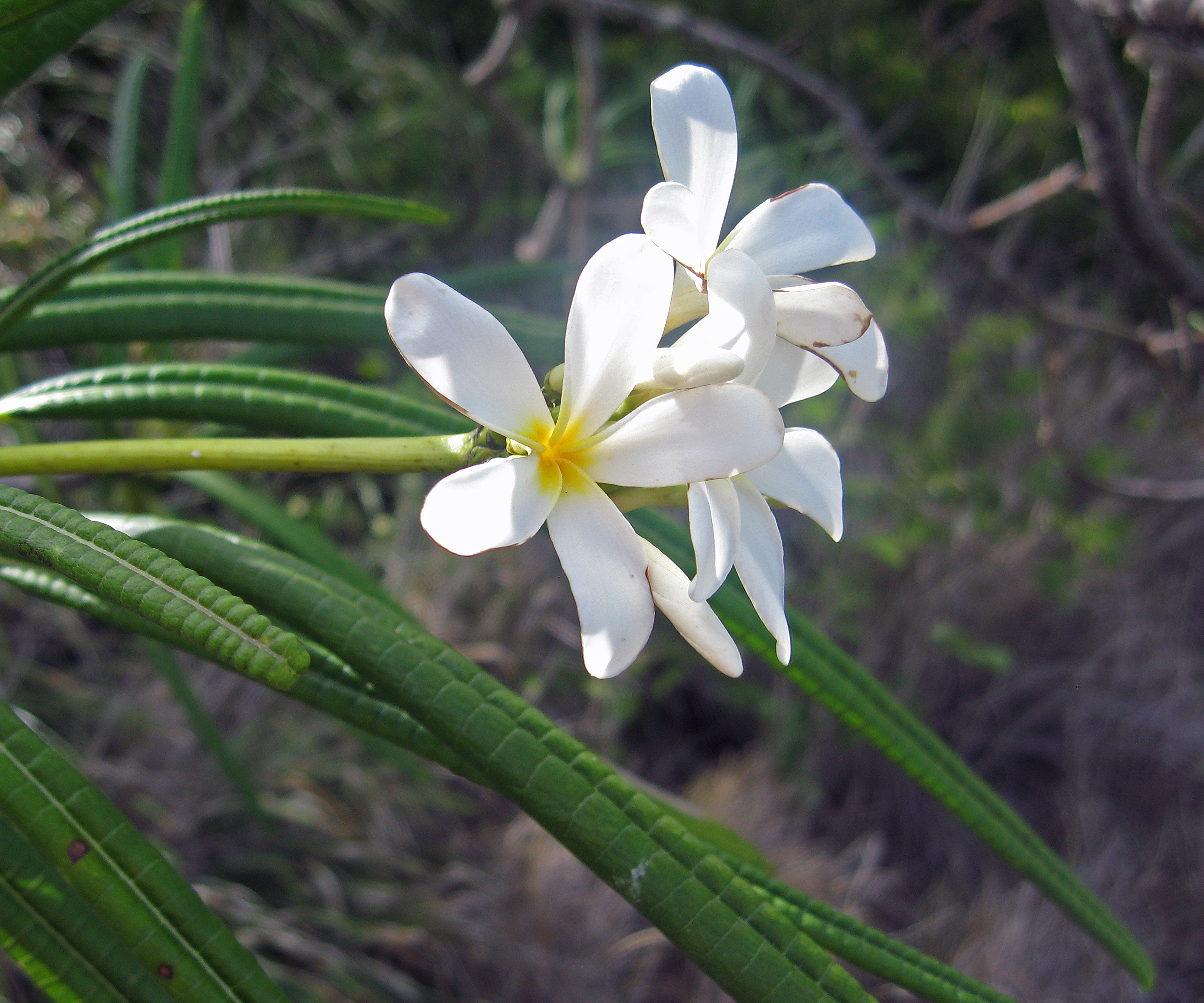
Plumeria alba
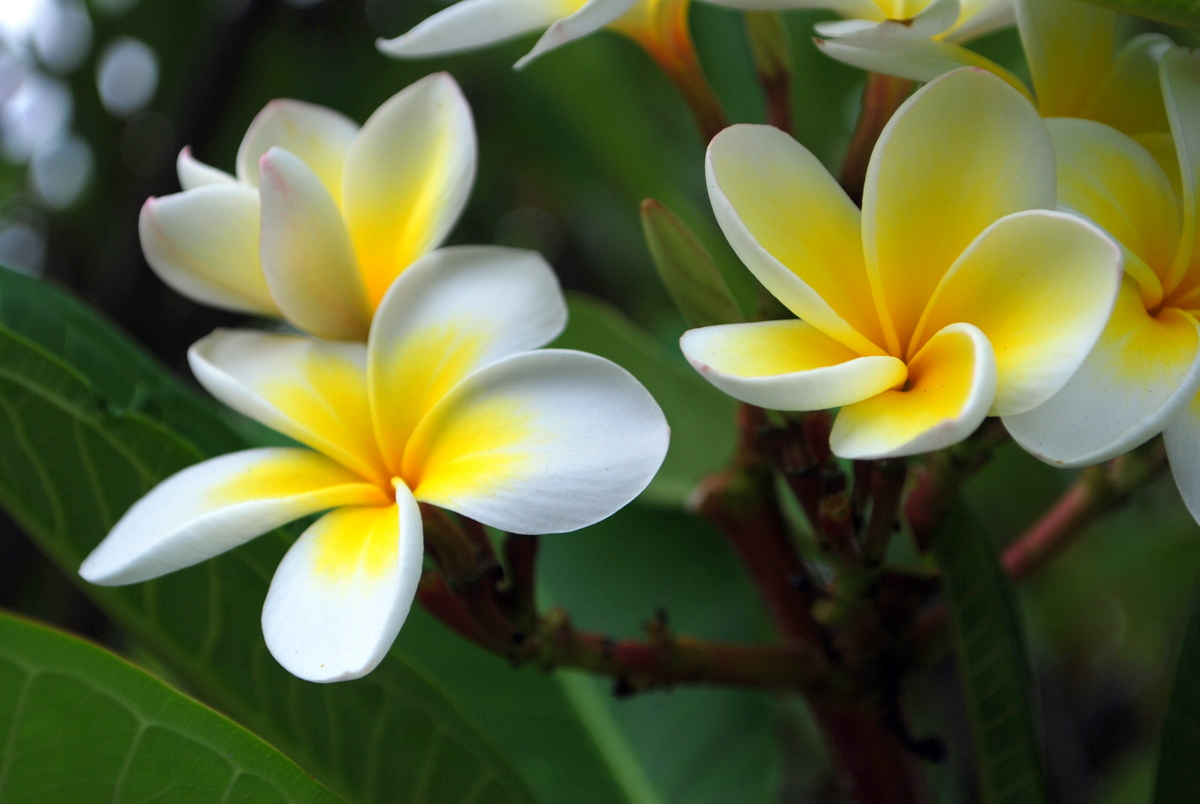
Plumeria rubra
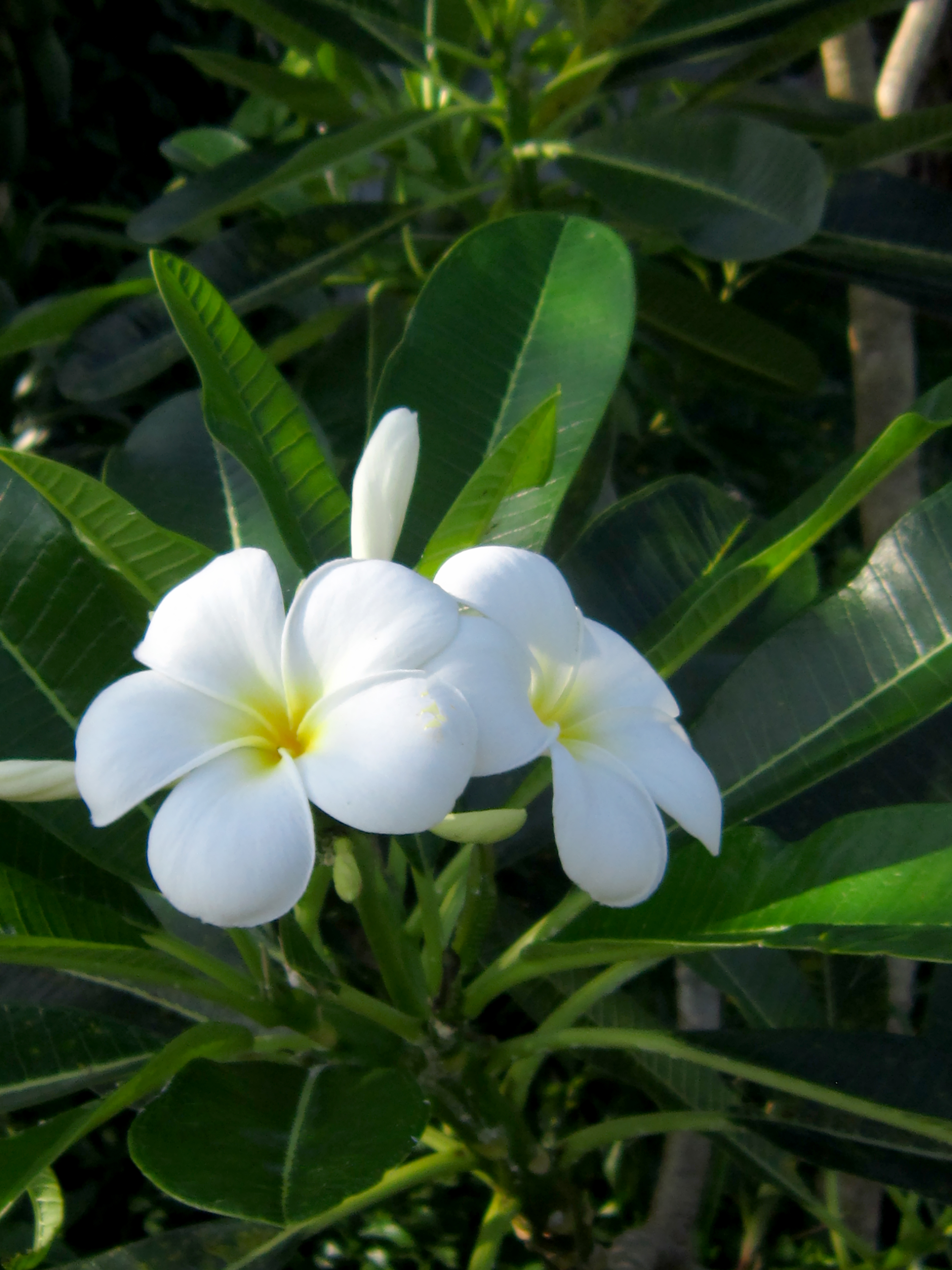
Sứ trổ hoa trắng ở Long Xuyên
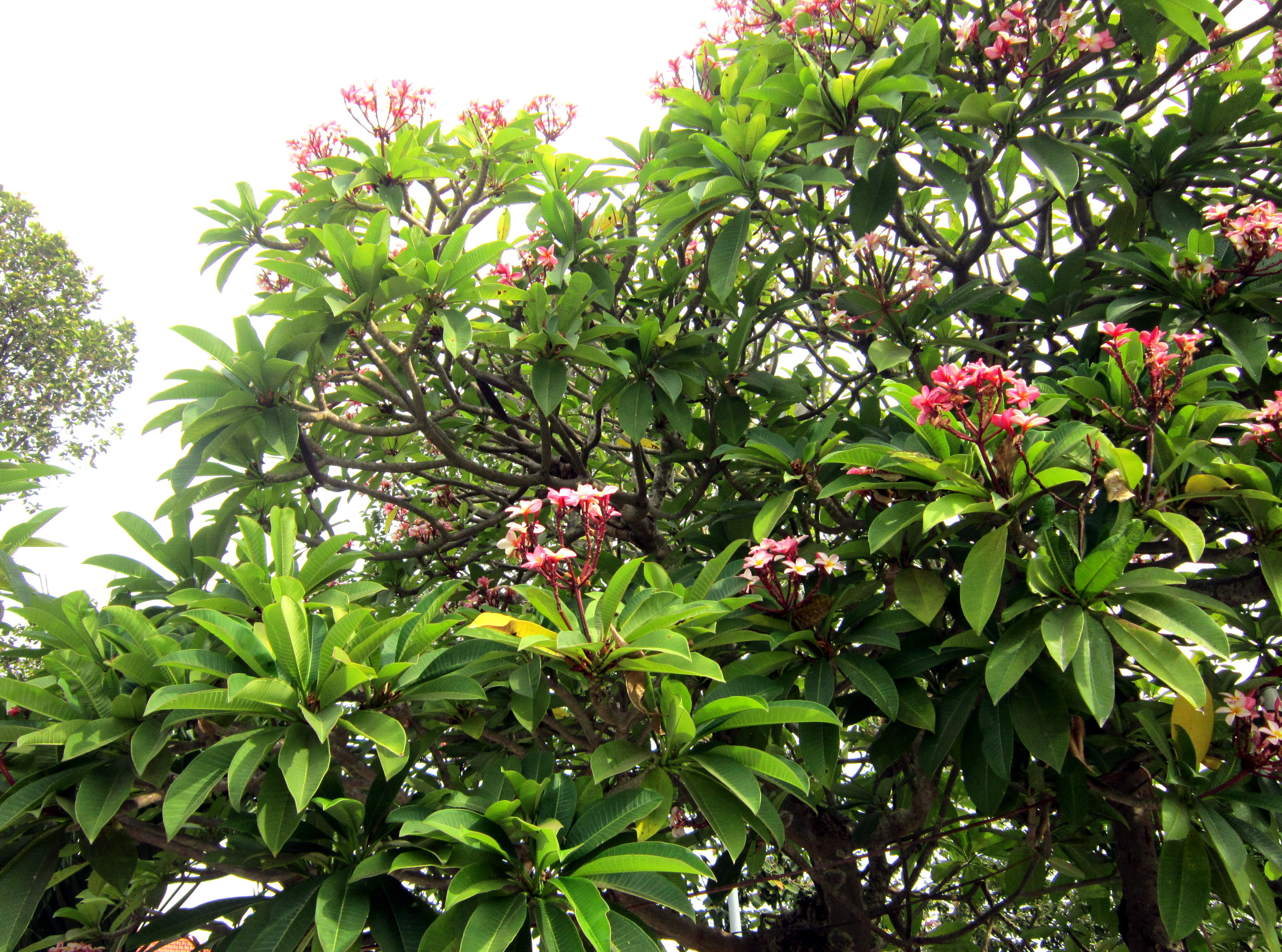
Sứ trổ hoa đỏ ở Long Xuyên
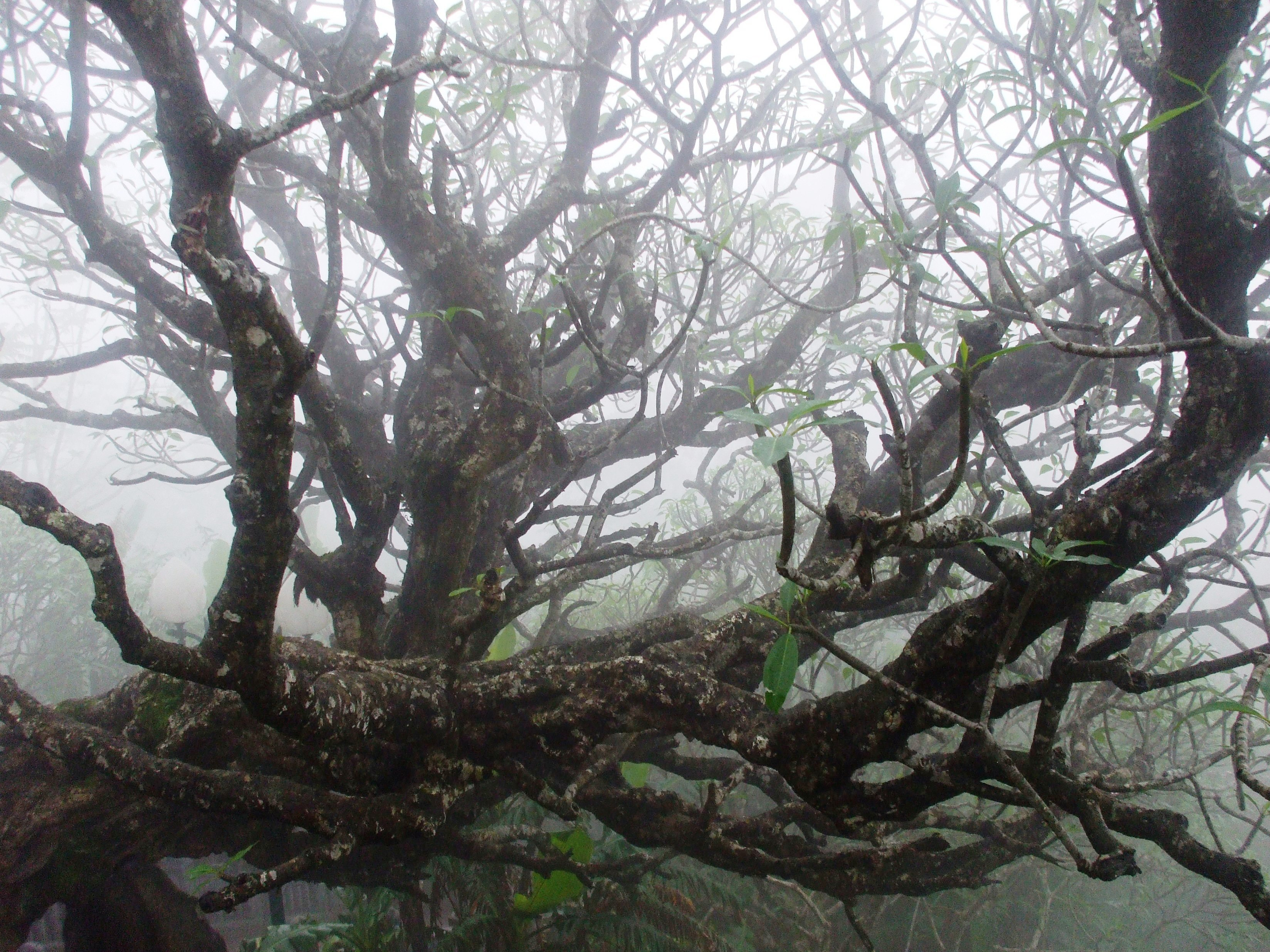
Cây đại trên 700 tuổi tại chùa Hoa Yên (núi Yên Tử, Quảng Ninh)
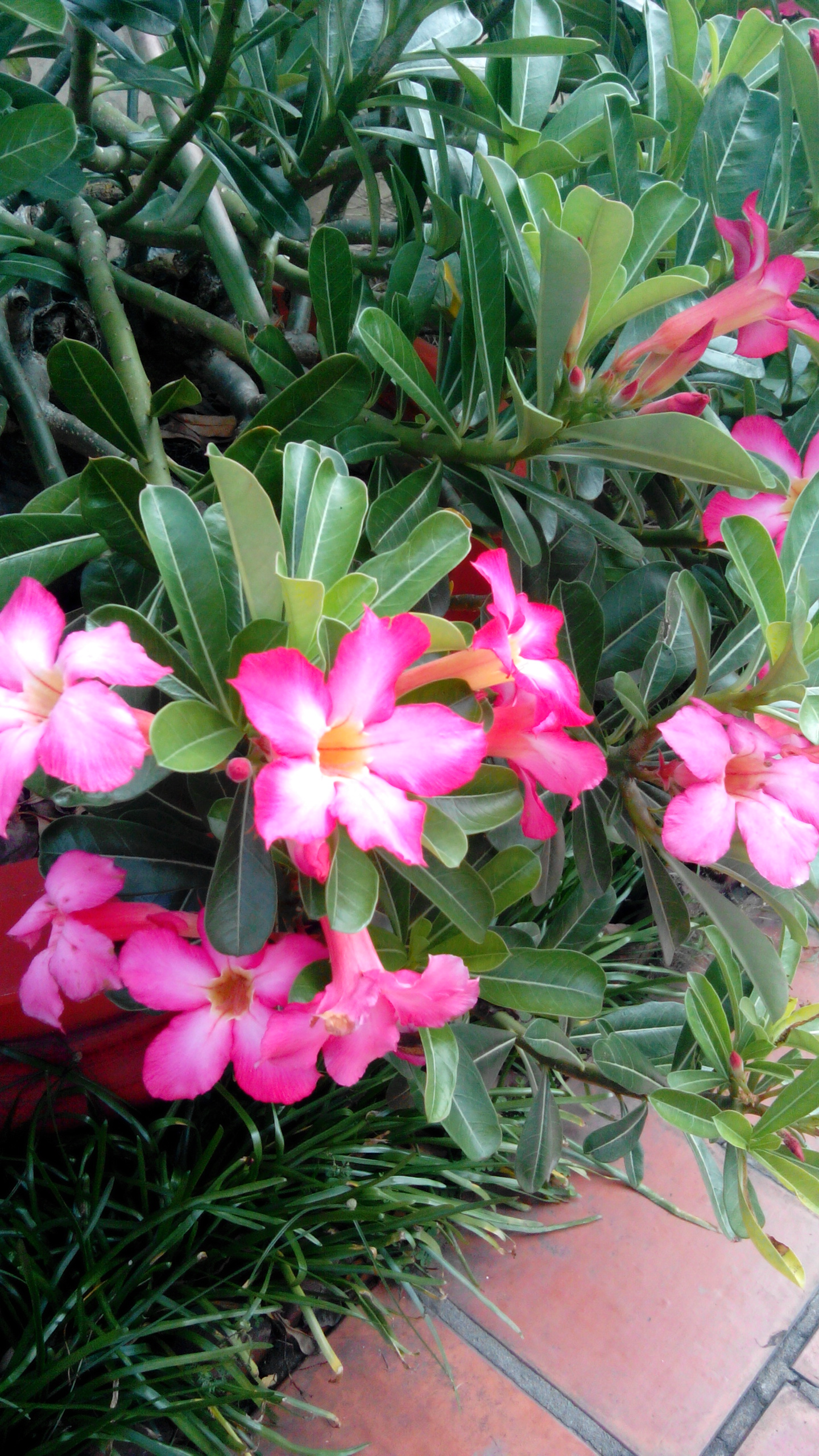
Sứ đỏ